# Mieke Schauvliege
Mieke Schauvliege, née le 1er août 1972 à Gand, est une femme politique belge, membre de Groen.

## Biographie
Mieke Schauvliege nait le 1er août 1972 à Gand.
Lors des élections régionales de 2019, elle est élue députée au Parlement flamand.